# ISO 3166-2:IM
ISO 3166-2:IM è il sottogruppo dello standard ISO 3166-2 riservato all'Isola di Man, una dipendenza della Corona britannica.
Lo standard ISO 3166-2, seconda parte dello standard ISO 3166, pubblicato dall'Organizzazione internazionale per la normazione (ISO), è stato creato per codificare i nomi delle suddivisioni territoriali delle nazioni e delle aree dipendenti codificate nello standard ISO 3166-1.
Attualmente, nello standard ISO 3166-2 non è stato definito nessun codice per l'Isola di Man.
Il codice ISO 3166-1 alpha-2 ufficialmente assegnato all'isola di Man è IM.

## Modifiche
Le seguenti modifiche al sottogruppo sono state annunciate nella newsletter ISO 3166/MA dopo la prima pubblicazione dello standard ISO 3166-2 nel 1998:
| Newsletter                                                                                               | Data       | Descrizione della modifica nella newsletter                                     |
| --- | ---------- | ------------------------------------------------------------------------------- |
| http://www.iso.org/iso/iso_3166-2_newsletter_i-8_en.pdf Archiviato il 30 marzo 2012 in Internet Archive. | 2007-04-17 | Aggiunta di un nuovo sottogruppo (in accordo con la ISO 3166-1 Newsletter V-11) |